# Marché de l'art

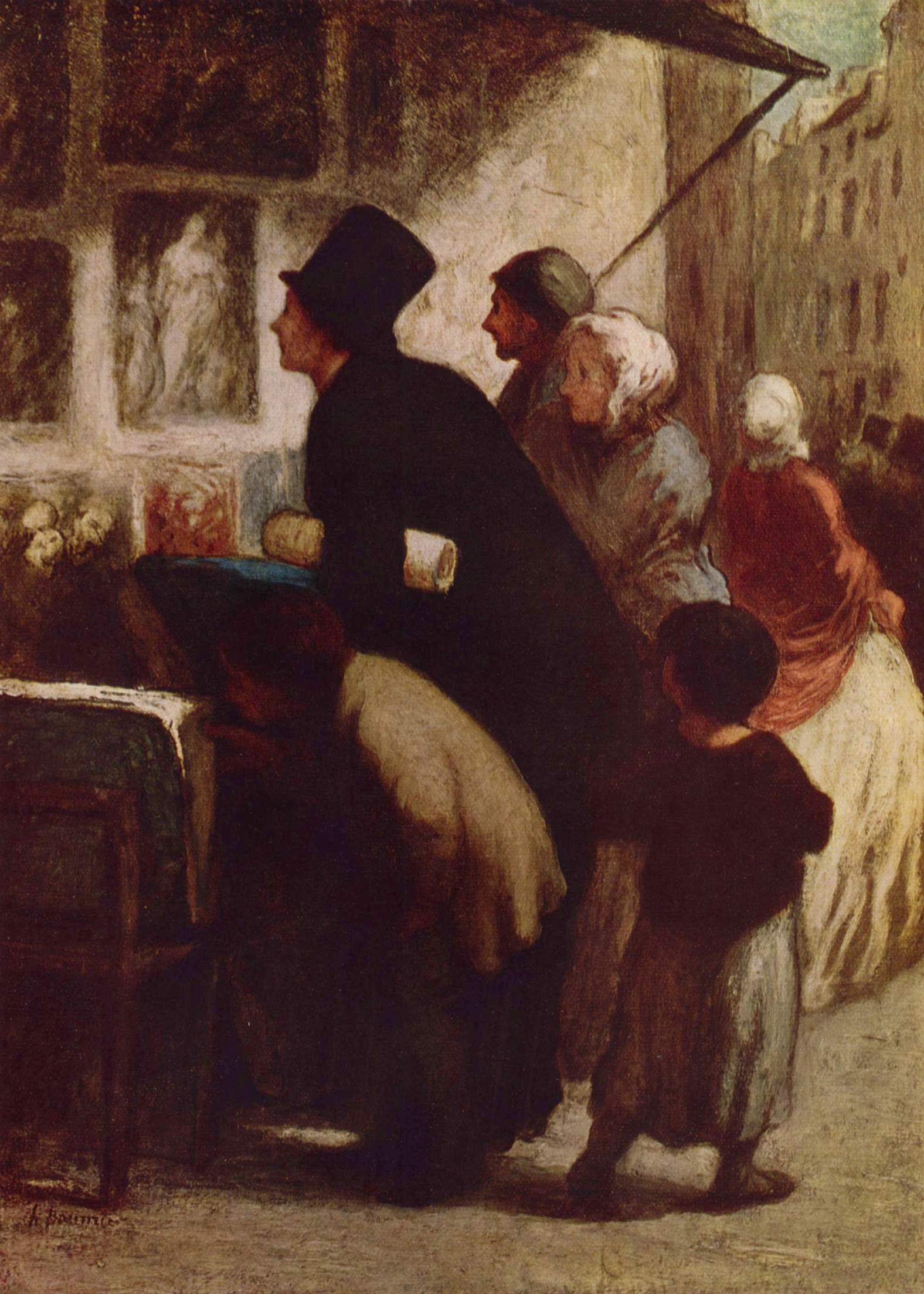
Honoré Daumier,Le Marchand d'estampes (seconde moitié du XIXe siècle), huile sur toile, Männedorf, collection Staub Terlinden.

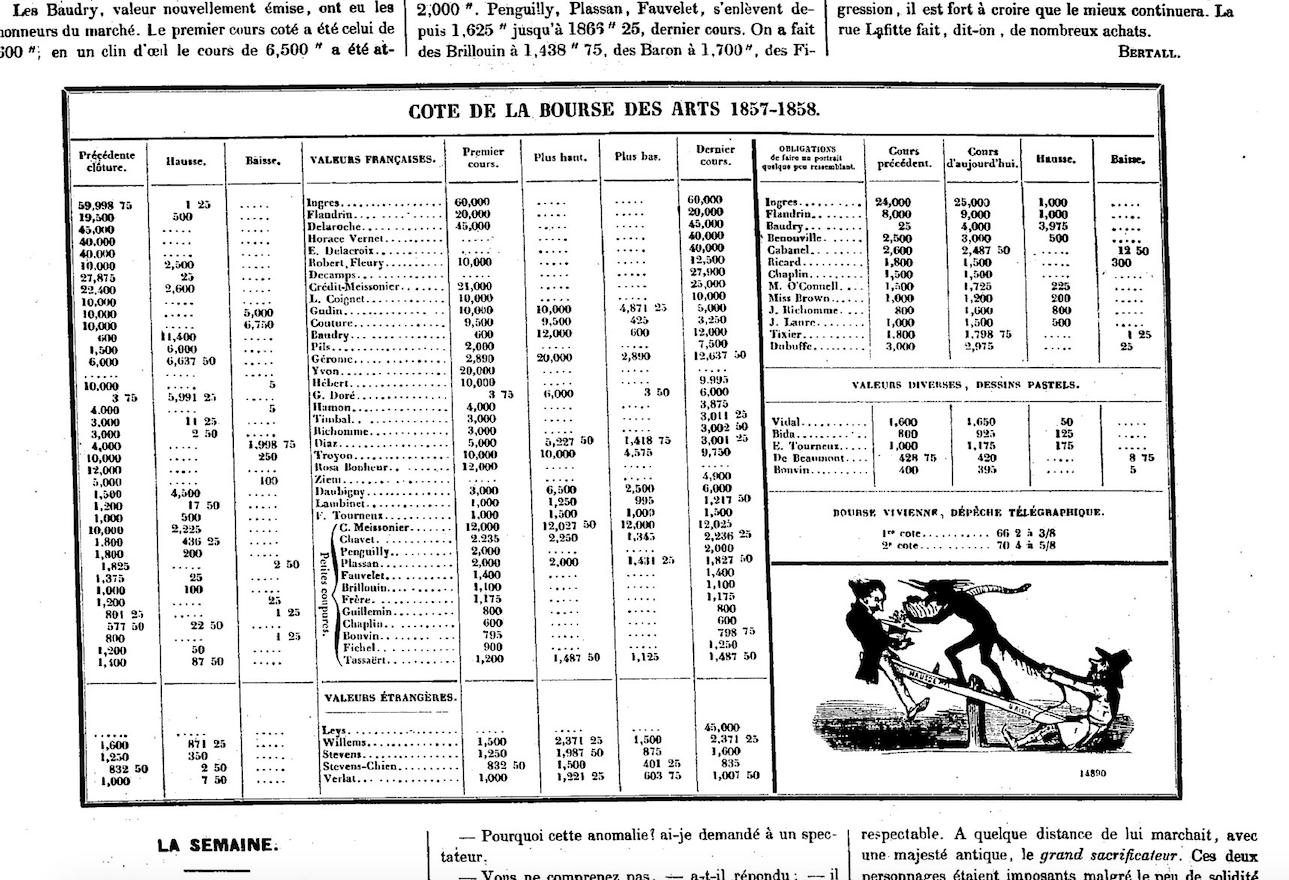
Le Journal amusant : caricature du marché de l'art par Bertall et Philipon publiée en 1858, où la cote des peintres est transposée en cote boursière, de valeurs, obligations, et liquidités avec plus haut et plus bas en premier et dernier cours.

Le marché de l'art est l'ensemble des transactions portant sur les objets d'art et les œuvres d'art, effectuées entre les différents acteurs du commerce de l'art que sont les artistes, les marchands et antiquaires, galeries ou courtiers, les collectionneurs et amateurs.
Apparu au début du XVIe siècle, ce commerce n'a cessé d'évoluer. Il est segmenté par pays, législation et par diverses catégories conventionnelles qui suivent la chronologie de l'histoire des représentations artistiques et des productions humaines.
Le marché au niveau mondial pèse actuellement en termes de volumes de transactions connus plus de 9 milliards de dollars en 2024.

## Structures du marché au niveau mondial

### Définition et volume
La dénomination « marché de l'art » recouvre des réalités diverses et contradictoires, puisque objets et œuvres d'art sont vendues soit à travers des galeries (transaction de gré à gré), marché privé dont le chiffre d'affaires n'est pas connu avec précision, soit à travers des ventes aux enchères dont les chiffres et résultats sont connus.
Au niveau mondial, le volume des transactions connues est estimé à près de 51,3 milliards d'euros en 2018 par la foire de Bâle et la banque UBS,. Les 14 000 salles des ventes recensées dans le monde réalisent un chiffre d'affaires de 28,5 milliards de dollars, dont cinq réalisent à elles-seules 50 % de ce chiffre, les deux premières maisons étant Sotheby's et Christie's. Le chiffre d'affaires des galeries et marchands d'art est lui estimé à 33,7 milliards.
Entre 1997 et 2017, le chiffre d’affaires mondial du marché de l’art a connu une croissance de 456 % : cette très forte progression s'explique principalement par l'arrivée de nouveaux acteurs géographiques tels que la Chine. Selon Thierry Ehrmann, le nombre de pays actifs dans le marché de l'art est passé de 34 à 59 sur la période.
Après la crise du Covid-19, le marché connait un rebond puis un lent effritement, baisse de 14 % entre 2022 et 2023, puis en 2024 une nouvelle baisse, en particulier pour Sotheby's de 88% de son chiffre d'affaires, ce qui entraîne des licenciements , chez Christie's les ventes londoniennes d'octobre 2024 sont annulées. En 2024, le chiffre d'affaires est estimé par Artprice à 9, 7 millions de dollars. Plusieurs raisons sont avancées, baisse des ventes en Chine, émiettements des collectionneurs, digitalisation grandissante des ventes.

### Segmentations
Le marché mondial est divisé en catégories qui recouvrent des réalités de l'art différentes, et, suivant les contextes, tendent à varier sensiblement. De nos jours, le marché est largement dominé par l'expertise anglo-saxonne, pour des raisons historiques financières, et ce, depuis 1945. Cependant, au profit des nouveaux acteurs tels que les marchands chinois, indiens, moyen-orientaux, russes, les catégories évoluent, de même que l'histoire de l'art n'est pas figée dans une représentation culturo-centrée, des niches émergent qui nécessitent une expertise à la fois locale et plus fine.
Le premier critère est la datation. La répartition par grandes époques se fait de façon conventionnelle en suivant une chronologie imposée par l'Occident : antiquités, art médiéval, art classique, art moderne (art nouveau, art déco…), art contemporain. Elle se traduit également par courants artistiques, pour une approche plus historicisante, par période répertoriée de création et de vente : primitifs flamands, art classique de 1600 à 1840, académisme, moderne de 1840 à 1940 (mais les Britanniques considèrent 1900 comme date butoir du modernisme), pompiers, impressionnisme, après-guerre (après 1945), contemporain, cette dernière évoluant en un reclassement ou une catégorisation plus précise à mesure que le temps passe. L'impact politique joue un rôle majeur : on a un avant et un après les grandes périodes révolutionnaires ou les guerres.
Le deuxième est l'origine par secteur géographique, puisque d'une part l'évolution de l'histoire de l'art n'est pas limitée à l'Occident, et d'autre part, les réglementations fiscales, les définitions de l'œuvre d'art, les droits varient d'un pays l'autre. On trouve ainsi des secteurs comme les arts primitifs ou arts premiers (Afrique, Amériques pré-colombiennes, Océanie, etc.), l'art chinois, l'art japonais, les arts de l'islam, etc.
Mais le marché est également segmenté localement : à l'intérieur d'un pays, par exemple en France, des marchés régionaux existent autour de grandes villes régionales (Lyon, Toulouse, etc.), ou aux États-Unis, d'un État l'autre, etc. On trouve dans le marché des objets d'art d'énormes clivages, des catégories très pointues comme « les automates et montres fabriquées dans le Jura au XVIe siècle », les « livres imprimés à Venise avant 1500 », ou les « monnaies frappées par un atelier au cœur d'une vallée en Bohême avant 1600 », etc.
Suivant les pays, certains objets ont une fiscalité particulière. Certaines œuvres peuvent être interdites de vente étant considérées comme trésor national, d'un intérêt patrimonial majeur. En ce cas, les pouvoirs publics peuvent user d'un droit de préemption.
Aussi, selon Raymonde Moulin, l'analyse des résultats des ventes publiques « exige une connaissance subtile du marché réservé aux habitués, pour ne pas dire aux initiés ».

### Acteurs du marché de l'art

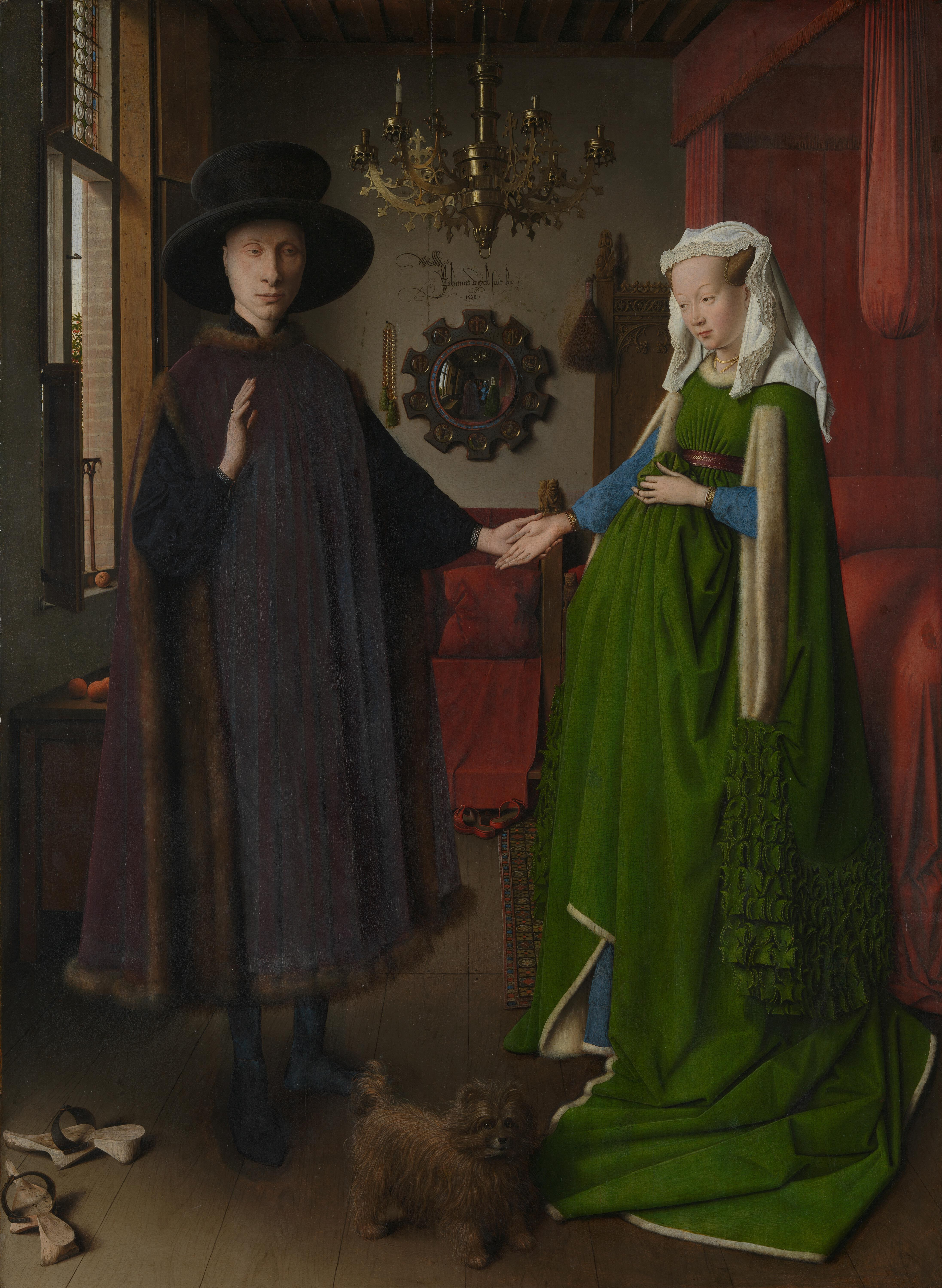
Jan Van Eyck, Les Époux Arnolfini (1434) : Giovanni Arnolfini, un des plus grands marchands d'art de la Renaissance.

À l'échelle mondiale, on identifie les acteurs du marché de l'art suivant :
- les artistes ;
- les collectionneurs d'art ;
- les commissaires-priseurs et les salles de ventes ;
- les galeries d'art ;
- les antiquaires ;
- les marchands d'art et les courtiers ;
- les critiques d'art ;
- les experts ;
- les restaurateurs d'œuvres d'art ;
- les artisans d'art : encadreurs, socleurs, doreurs, etc.
- les musées et les trustees ;
- les mécènes ;
- les fondations d'art ;
- d'autres acteurs comme les fonds d'investissement[13] ou les banques privées.

### Part du marché par secteurs géographiques

#### Par pays
En 2018, les États-Unis détiennent 35% du marché, la Chine 31%.

#### Par villes
Selon le rapport 2017 publié par Artprice concernant le seul secteur de l'art contemporain, New York représente 43 % des ventes contre 22 % pour Londres, 10 % pour Hong Kong et 8 % pour Pékin.
En 2017, pour les ventes d'art classique, New York représente 31 %, Londres 19 %, Hong Kong 7 %, et Pékin 16 %.

#### L'effondrement de la place parisienne
La place de Paris représentait en 1950, 80 % du marché de l'art mondial, en 1990 elle représentait encore 40 %, puis en 2010, moins de 5 %, et en 2016, on tombe à 3 %. Pour donner un ordre de grandeur, en 1999, sur la seule place parisienne, l'historienne Raymonde Moulin estimait le marché des ventes aux enchères et des ventes privées à 3 milliards d'euros environ.
En 2013, le rapport du ministère de la Culture français évalue l'apport économique des marchands d'art (ventes privées et publiques) à 2,7 milliards d'euros dans un secteur soumis à la délocalisation. En 2015 le chiffre d'affaires français des ventes publiques s'était effondré à moins de 500 millions d'euros. Cet effondrement s'explique principalement par la globalisation du marché qui touche toutes les formes d'art, avec la réapparition d'acteurs au tournant des années 1990 qui avaient quitté la scène — par exemple, la Chine, et ce, depuis 1939 —, ou l'affirmation de la place de Londres — qui a entamé un travail de dérégulation depuis 1978 —, le chiffre d'affaires de la place de Paris étant cependant en constante croissance depuis cinquante ans,,.

### Principales maisons de ventes monde
Voici les 10 premières maisons de ventes d'art classées par chiffre d'affaires en milliards de dollars américains (2017) :
| Rang | Société                                 | CA 2017 |
| ---- | --------------------------------------- | ------- |
| 1    | Christie's                              | 4,45    |
| 2    | Sotheby's                               | 3,38    |
| 3    | Poly Auction                            | 1,03    |
| 4    | China Guardian (en)                     | 0,82    |
| 5    | Phillips                                | 0,47    |
| 6    | Council International Auctions          | 0,42    |
| 7    | Rombon Auction Beijing                  | 0,24    |
| 8    | Xiling Yinshe Auction                   | 0,18    |
| 9    | Bonhams                                 | 0,16    |
| 10   | Guangzhou Holly’s International Auction | 0,13    |

### Rentabilité du marché de l'art
Depuis une trentaine d'années, des études diverses ont tenté de démontrer la rentabilité du marché de l'art. Suivant les configurations choisies la rentabilité serait inférieure au rendement des actions (avec moins de 1 % de rentabilité), d'autres études démontrent le contraire avec 6 à 7 % environ. Un pôle d'attraction de l'art comme une valeur refuge patrimoniale a été établi lors de l'éclatement de bulles spéculatives.
Les indices comme le Art Sale Index excluent en général de leurs calculs les résultats des ventes inférieures à deux mille euros.
Dans le rapport du Sénat français consacré au marché de l'art, conduit par le sénateur Yann Gaillard sur la spéculation sur les œuvres d'art dans les années 1980 et 1990, il est analysé les conditions « mythiques » des prix élevés du marché de l'art, records largement répercutés par les médias qui se fondent sur une « sélection des peintres les plus connus du monde, dont on comprend intuitivement qu'elle consiste à ne retenir pour calculer le rendement du pari sur les courses que les chevaux placés à l'arrivée ». Il y est également souligné le rôle sous-évalué des marchands et intermédiaires. « L'investissement en œuvres d'art est une loterie, dont on ne peut se contenter de calculer la rentabilité en ne prenant en compte que les billets gagnants : citer le cas d'une œuvre de David Hockney achetée 200 dollars en 1961 et vendue 2,5 millions de dollars en 1995, n'a guère plus de signification que d'évoquer le cas d'un joueur qui a gagné le tiercé ; ce qu'il faudrait prendre en considération, c'est l'ensemble des dépenses faites par le gagnant — le coût de tous les tickets achetés par l'ensemble des parieurs ».
En 2014, le chiffre d'affaires des enchères d'œuvres d'art est en hausse de 26 % sur un an à 15,2 milliards de dollars, dont 1679 enchères supérieures à 1 million de dollars. Selon Artprice, ce marché offre en 2015 des rendements annuels de +10 à 15 % pour les œuvres d'art supérieures à 100 000 dollars.
Des critiques s'élèvent pour dénoncer des dérives et soupçonnent que ce soit des ventes fictives ou montées pour fausser les cotations, pratiques interdites ou tolérées suivant les États, aussi bien que le non-paiement d'une œuvre sur trois par exemple en Chine,.
Au premier semestre 2016, le marché de l'art marque le pas avec une forte baisse, les observateurs constatant que l'offre ne satisfait plus la demande.
L'année 2018 est une année de croissance pour la majorité des grandes places de ventes à l'exception de la France et de la Chine. 539 000 ventes ont été réalisées (un record depuis la fin de la Seconde Guerre mondiale) pour une valeur supérieure à 15,5 milliards de dollars. Les États-Unis, la Chine et le Royaume-Uni ont concentré 85% du marché cette année-là.
En France, en 2019, Sotheby's, rachetée en juin 2019 par Patrick Drahi, domine le marché français comme en 2018 avec un chiffre d'affaires de 354,4 millions d'euros progressant de 41 % grâce à la collection Claude et François-Xavier Lalanne qui lui permet de distancer Christie's. Drouot, avec ses soixante maisons de vente, affiche une baisse par rapport à 2018 avec 371 millions d'euros, baisse occasionnée par la faillite de deux de ses actionnaires. La collection François Pinault progresse de 9,5 % avec un bilan de 256,7 millions d'euros. La maison Artcurial est en troisième position avec 203,1 millions d'euros. Suivent à quelque distance Aguttes avec 66 millions d'euros, Millon avec 47,5 millions d'euros, Tajan avec 40,8 millions d'euros et Piasa avec 31,5 millions d'euros.
L'œuvre d'art ancien la plus chère de l'année, La Dérision du Christ de Cimabue est vendue le 27 octobre 2019 par la maison Actéon pour un montant de 24 millions d'euros. Classée trésor national elle n'entrera dans la collection Alana de son acquéreur Álvaro Saieh à Newark (Delaware) que si le musée du Louvre n'est pas en mesure de réunir les fonds lui permettant de préempter dans le délai de trente mois. La maison de vente Courtot de Dijon a quant à elle conclu le 30 novembre 2019 pour 6 millions d'euros la vente de la Vierge à l'Enfant en trône du maître de Vyšší Brod adjugé au Metropolitan Museum of Art de New York. Le cabinet Éric Turquin a réalisé l'expertise de ces deux œuvres comme de celle du Caravage de Toulouse vendu le 25 juin 2019 à J. Tomilson Hill et exporté à New York à l'issue du délai d'interdiction de sortie du territoire national.
D'autres records sont réalisés en 2019 comme celui de la vente d'un tableau de Pierre Soulages par la maison Trajan pour un montant de 9,6 millions d'euros, supérieur de 400 000 euros atteint par Christie's en 2018, la vente chez Christie's d'un tableau de Nicolas de Staël pour plus de 20 millions d'euros ou celle d'une œuvre de Sam Szafran pour 876 500 euros chez Sotheby's.

## Le marché en France

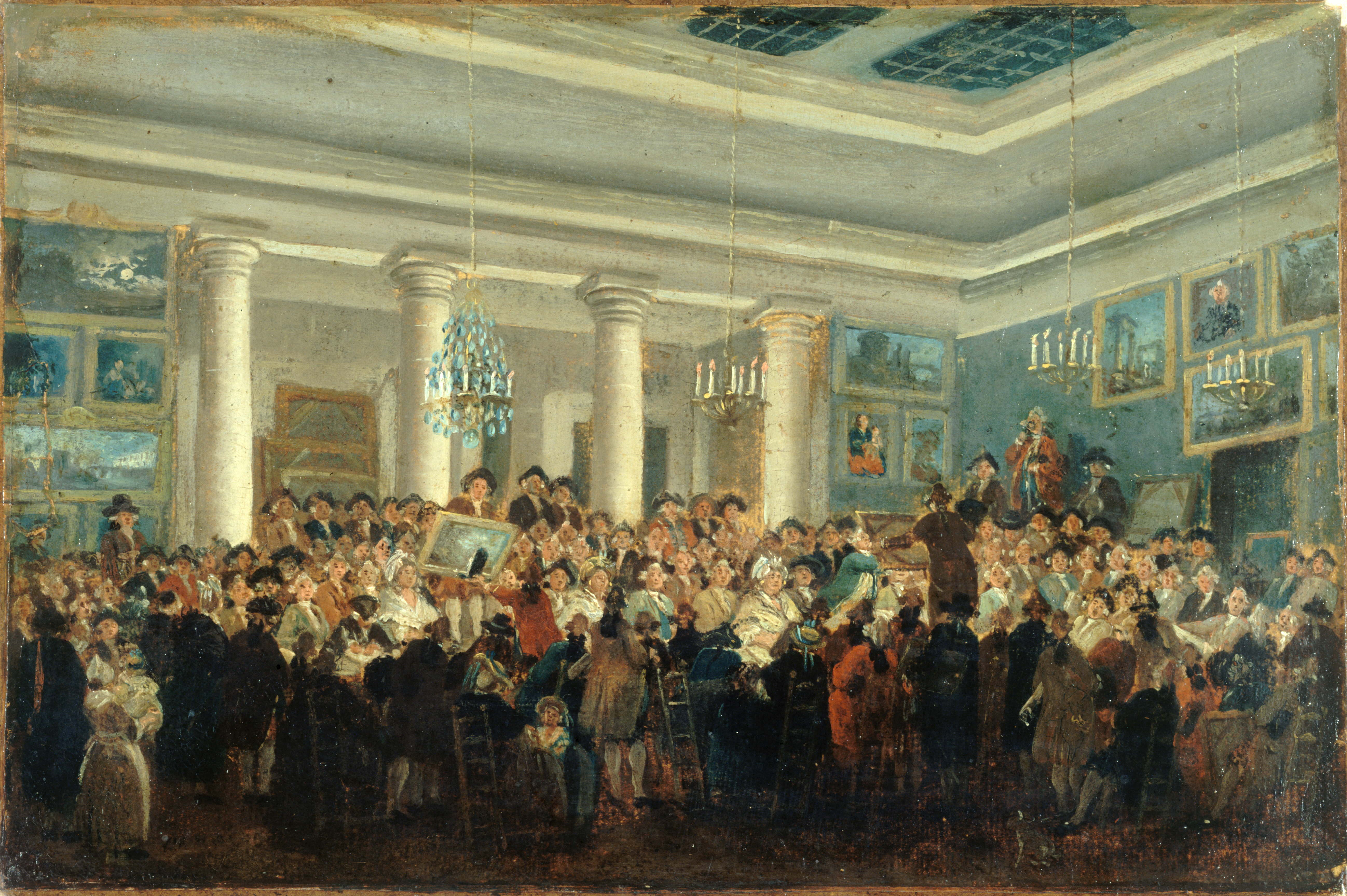
Vente aux enchères de tableaux, à l’hôtel Bullion, peinture de Demachy (avant 1807).

### Définition de l'œuvre d'art au regard du droit
En France, les œuvres d'art sont considérées comme des meubles, par le code civil, distinct des « meubles meublants » dont le seul usage est de meubler un appartement (chaise, table, etc.) en étant des objets de collection. En droit français sont définis comme œuvre d'art : les tapis et tapisseries, exécutés d'après le carton de l'artiste et contrôlés par lui-même, les tableaux, peintures et dessins faits entièrement à la main par l'artiste, les gravures et estampes originales, statues et sculptures originales exécutées de la main de l'artiste, les céramiques et les émaux sur cuivre signés de la main de l'artiste, les photographies à tirage limité à moins de trente exemplaires, les installations et œuvres numériques à moins de douze exemplaires. Les objets de collection tels que livres de collection, véhicules de collection, mobilier, objets décoratifs (s'ils ont plus de cent ans), suivent un régime analogue mais dont la TVA peut-être différente.
En France, l'art n'est pas regardé comme une simple « valeur de placement » mais relève, selon la loi Sapin, de « l’intermédiation en biens divers ».

### Certification
Le marché repose sur l'identification des œuvres et des artistes, les expertises et l'état des œuvres. La facture fait foi. Un artiste effectuant une vente sans intermédiaire, doit également fournir une facture. La valeur des certificats d'authenticité est aléatoire, l'expertise n'étant pas réglementée.
Les catalogues raisonnés ou livres de raison sont les inventaires des œuvres d'un artiste écrits par un spécialiste ou un expert. Ils sont donc des outils recherchés pour l'identification. Cependant ils sont considérés en droit comme une œuvre de l'esprit. En conséquence, les catalogues raisonnés n'ont pas de valeur légal puisque soumis à la totale liberté d'expression et d'opinion de leurs auteurs .
Le Comité professionnel des galeries d'art (CPGA) publie un code de déontologie où sont énoncés les usages professionnels en usage et se rapportant à la législation, à la jurisprudence et à la réglementation.
Le Syndicat National du Commerce de l'Antiquité, de l'Occasion, des Galeries d'Art moderne et contemporain (SNCAO-GA) délivre le label France-Europe Antiquités Qualité, et est déposé à l'Institut national de la propriété industrielle (INPI) et à l'Organisation mondiale de la propriété intellectuelle (OMPI) à Genève. Il a permis de labelliser 52 manifestations en Europe.

### Professions et acteurs
En France, les professions d'antiquaires et de brocanteurs sont des professions libres déclarées auprès des autorités préfectorales, et le titre d'expert en art n'est pas réglementé. On ne doit pas le confondre avec l'expert judiciaire en objets d'art auprès des cours d'appel.

### Le marché de l'art en France
En France, la loi no 2000-642 du 10 juillet 2000 a mis fin au monopole des commissaires-priseurs et libéralisé dans une certaine mesure le marché des ventes publiques aux enchères. Les prix au marteau annoncés par les commissaires-priseurs dans la salle sont dits « hors frais ». Il faut y adjoindre les frais d'adjudication (taxes et honoraires) pour trouver le prix payé par l'acheteur et y soustraire les taxes et les honoraires pour trouver le gain du vendeur. De plus, aux honoraires du commissaire-priseur payés par le vendeur et par l'acheteur (environ 10 % de frais de commission pour le vendeur, 28 % pour l'acheteur) peuvent également s'ajouter le droit de suite de 4 %, ou la taxe à l'importation de 5,5 %, si l'œuvre a été importée pour être vendue en France par le vendeur. Les honoraires sont soumis à la TVA (20,6 %) et la vente est soumis à l'impôt sur les plus-values, une taxe forfaitaire de 5 % pour le vendeur. Par ailleurs si la vente n'atteint pas le prix de réserve, le vendeur devra payer 3 % du prix atteint au commissaire-priseur, cette clause est appelée « le rachat ». Aussi certains commissaires-priseurs proposent au vendeur une garantie de l'estimation (et donc de la vente) contre 1,5 % du prix de l'adjudication en plus. En fait, le vendeur touche environ les deux tiers du prix de l'adjudication « hors frais », l'acheteur paye 28 % en plus du prix de l'adjudication « hors frais », le commissaire-priseur touche environ le tiers du prix de l'adjudication « hors frais », l'ensemble des taxes représentent environ 11 % du prix de l'adjudication « avec frais ».
Les entreprises peuvent acquérir des œuvres d'artistes vivants, dont la valeur d'achat est déductible de leur résultat imposable si les œuvres sont accessibles à leurs salariés et à leurs clients dans la limite de 5 ⁰/oo du chiffre d'affaires.
Le marché de l'art français bénéficie d'une fiscalité particulière : les œuvres d'art acquises ne sont pas par exemple incluses dans la base d'imposition de l'ISF en 2017.
La vente des œuvres d'art est soumise à l'autorité croisée du ministère de la Culture, des Finances et des Douanes : l'exportation des œuvres peut être interdite par le classement d'office, le Code du patrimoine. La dation, quant à elle, permet à un héritier d'acquitter les droits de succession ou d'acquitter le droit de préemption de l'État.
En France en 2010, l'enchère moyenne se situe autour de cent euros, alors que l'enchère haut de gamme se situe dans une fourchette moyenne de onze mille euros à 33 500 euros.
Il est aujourd'hui possible pour le particulier d'acheter facilement une oeuvre pour quelques euros par mois, auprès de galeries en ligne.

### Terminologie française
Convention de langage en usage pour décrire les œuvres distinguant, celles dont l'origine est sûre, de celles considérées comme incertaines.

#### Garantie
- « œuvre par… ; œuvre de… » : garantie que l'auteur indiqué est bien l'auteur de l'œuvre — exemple : « œuvre du Titien ».
- « signé de… ; estampillé de… » : garantie que l'auteur indiqué, sous la forme d'une inscription, est l'auteur de l'œuvre, sauf réserves expresses — exemple : « signé en bas à droite Eug. Delacroix ».
- « attribué à… » : forte présomption que l'œuvre est bien de l'auteur indiqué — exemple : « attribué à Ghirlandaïo ».
- « atelier de… » : œuvre exécutée dans l'atelier d'un maître et sous sa direction — exemple : « tableau de l'atelier du Greco ».
- « école de… » : l'auteur est élève du maître cité — exemple : « Anonyme, école du Greco ».
- « époque… ; siècle… » : indique que l'œuvre a été produite dans le temps indiqué — exemple : « Commode XVIIIe d'époque estampillée Reisener ».

#### Sans aucune garantie
- « dans le goût » — exemple : « un trumeau dans le goût rococo ».
- « dans le style » — exemple : « une commode de style Empire ».
- « manière de… » — exemple : « un tableau XVIe siècle dans la manière du Titien ».
- « genre de… » — exemple : « dans le genre de Watteau ».
- « d'après… » — exemple : « d'après Lebrun ».
- « façon… » — exemple : « une chaise façon modern-style ».

Aux termes de l'article 1er du décret du 3 mars 1981, les vendeurs en vente publique ou privée d'œuvres d'art doivent délivrer une facture, une quittance ou un certificat spécifiant la nature de l'œuvre d'art suivant la terminologie.
Pour la distinction entre sculpture « bronze original » et « bronze d'art », on se reportera à l'article Bronze d'art (Réglementation française).

### Principales maisons de ventes France
En 2017, les 10 premiers opérateurs du secteur « art et objets de collection » ont enregistré un volume d'adjudications de 477,4 millions d'€, soit une croissance de 9 % sur l'exercice 2017-2018. Le volume d'adjudications comptabilise la somme des produits d'adjudications (PA). Selon les chiffres du Conseil des ventes volontaires (2017), les adjudications « art et objets de collection » représentent près de 15 % du volume totale des ventes aux enchères en France, dont le volume global est de 3,089 milliards,.
| Rang | Société                  | PA 2016 | PA 2017 | Progression |
| ---- | ------------------------ | ------- | ------- | ----------- |
| 1    | Sotheby's                | 96      | 127     | + 32,3 %    |
| 2    | Artcurial                | 93,1    | 118     | + 26,7 %    |
| 3    | Christie's               | 136,6   | 99,7    | - 27 %      |
| 4    | Aguttes                  | 26      | 45,1    | + 79,6 %    |
| 5    | Pierre Bergé et Associés | 21      | 26,6    | + 21 %      |
| 6    | Ader-Nordmann            | 25      |         |             |
| 7    | Millon                   | 20,3    | 23,4    | + 15,3 %    |
| 8    | Tajan                    | 20,4    | 19,8    | - 2,9 %     |
| 9    | Cornette de Saint-Cyr    | 12      | 17,5    | + 45,8 %    |
| 10   | Piasa                    | 17      | 15,3    | - 10 %      |
| 11   | Osenat                   | 13,7    | 13,7    |             |
| HC   | Drouot                   | 202,7   | 195,3   | - 3,7 %     |

## Réglementation internationale

### Interdiction de vente

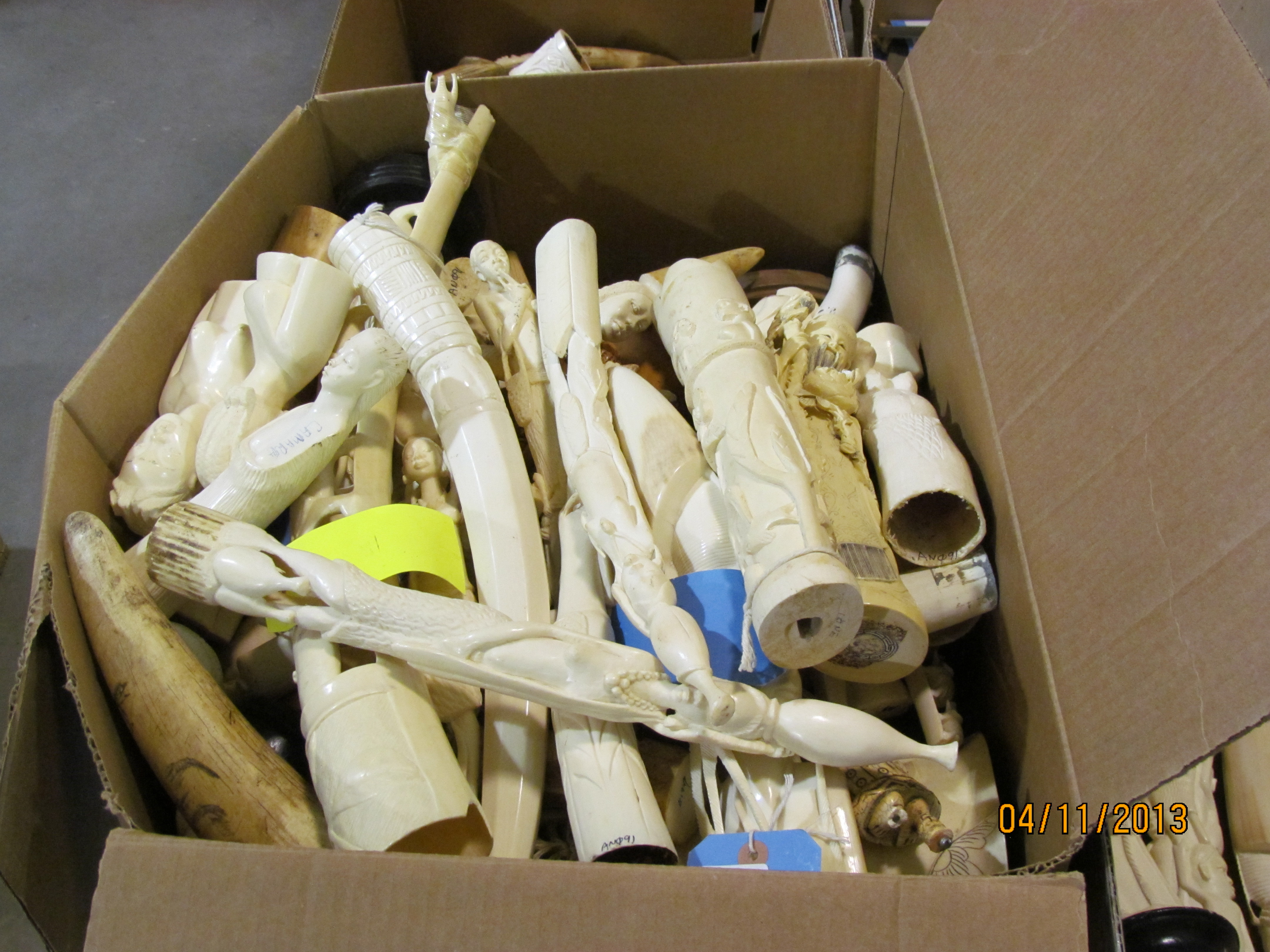
Saisie d'objets en ivoire par les douanes américaines.

Les biens spoliés pendant la Seconde Guerre mondiale sont interdits de vente internationalement et doivent être restitués à leurs propriétaires ou ayants droit.
Également aux termes de la « Convention pour la protection des biens culturels en cas de conflit armé » de 1954. En 2015, dans le cadre de la lutte contre le financement du terrorisme, le Conseil de sécurité de l'ONU adopte la résolution 2199 qui interdit le commerce des biens « enlevés illégalement d'Irak depuis le 6 août 1990 et de Syrie depuis le 15 mars 2011 », et la Commission européenne veut imposer un nouveau système de licence depuis juillet 2017.
Les œuvres d'art ne sont pas « libres de circulation » dans l'espace européen et ne peuvent être exportés sans autorisation des douanes et de ministère de la Culture. Les objets volés – et déclarés comme tels – sur les bases de données comme par exemple celle de l'Office central de lutte contre le trafic des biens culturels, sont également interdits de vente.
Le recel d'œuvres d'art volées est sans prescription de temps depuis la loi du 30 novembre 1987.
Sont également interdits de vente et de transports, les objets d'art fabriqués à partir d'animaux en voie d'extinction suivant la Convention de Washington de 1973 dite CITES (Convention on International Trade of Endangered Species).
Depuis janvier 2020, l’Union européenne fait appliquer les règles AMLD5. Elles visent, dans les États membres, à combattre les pratiques de blanchiment d’argent au profit du terrorisme. Le marché de l’art fait partie des secteurs visés par ces règles avec des obligations de clarté et de transparence sur les identités des acheteurs, des vendeurs, et des différents acteurs d’une transaction.

### Port franc
Pour pouvoir conserver les œuvres et les objets de collections sans avoir à les déclarer (au fisc, au douane) et ainsi d'éviter de payer les taxes à l'importation, TVA, etc., à chaque transaction ou déplacement, certains grands collectionneurs utilisent les « ports francs », comme celui de Genève, de Luxembourg ou de Singapour,. Il y aurait près d'un million d'œuvres d'art entreposées dans le port franc de Genève.
En 2015, un scandale éclate dans le port-franc de Genève (créé il y a 125 ans), entre un collectionneur russe et le propriétaire du port franc faisant fonction de transitaire, à propos de la vente d'œuvres dont une de Léonard de Vinci, le Salvator Mundi, une de Modigliani (Nu sur un coussin bleu) et un Rothko.

## Le marché de l'art hors France

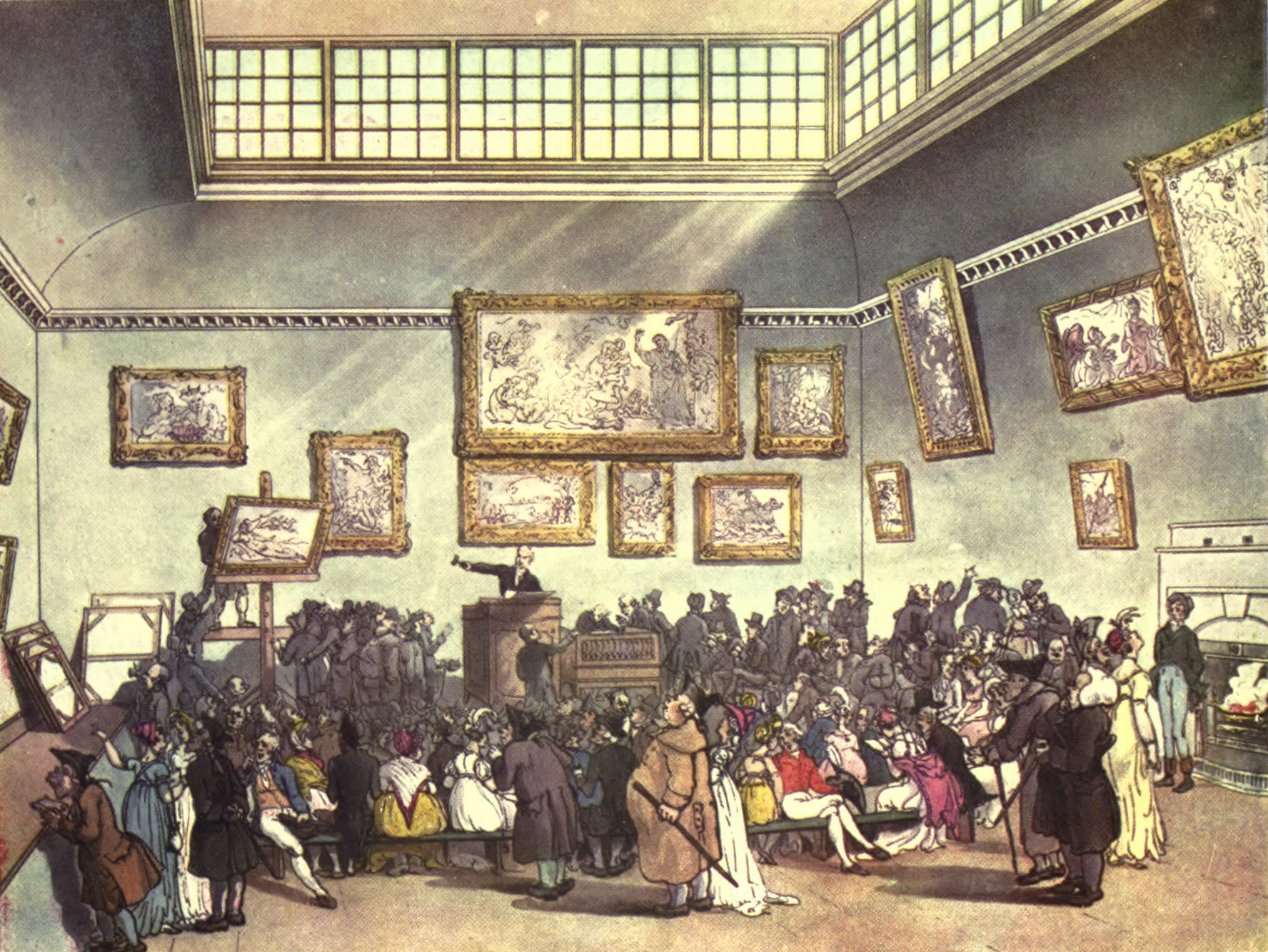
Une vente chez Christie's à Londres en 1808.

### En droit commun
Le Royaume-Uni est un pays de droit coutumier qui n'a pas de code du commerce régulant les ventes aux enchères publiques, aussi la définition des œuvres d'art est-elle plus simple.
La vente aux enchères est un contrat de droit commun qui s'établit entre l'acheteur, l'auctionneer (le commissaire-priseur) et le vendeur sur la qualité de l'objet vendu.
Les commissaires-priseurs sont regroupés dans deux syndicats professionnels. La profession est libre sans formation particulière. Les frais de commission sont équivalents, de 10 à 20 %. De plus, la garantie décennale n'existe pas, la contestation de la qualité de l'objet doit être faite à la réception de l'objet. Cependant, Christie's ou Sotheby's offre une garantie de cinq ans si l'objet est un faux. Par ailleurs, le vendeur sera taxé sur la différence entre 6 000 £ et le prix de vente, suivant un barème de 10 %, 20 % ou 40 %. Depuis le 1er janvier 2010, les artistes résidents en Angleterre bénéficient du « droit de suite ».
Par ailleurs, les salles de ventes aux États-Unis et en Angleterre peuvent garantir les prix à la vente au vendeur et la rentabilité de l'achat à l'acheteur sur x années, pour se faire prêter ou organiser le prêt d'une partie du prix de l'achat en garantissant ainsi le placement effectué. Les sociétés d'auctionneers peuvent avoir ainsi une activité bancaire. Elles peuvent être également cotées en bourse.
Aux États-Unis, les musées peuvent vendre ou revendre tout ou partie de leurs collections pour faire vivre leurs musées. Seuls les œuvres déclarés « inaliénables » des musées nationaux sont invendables et elles sont rares. Le passage par l'auctionneer et la vente aux enchères permet alors d'optimiser le flux financier créé, tant pour le vendeur que pour l'acheteur, puisque dans ce cas l'achat et la vente sont défiscalisés.
Aux États-Unis, la définition d'œuvre d'art a été établie à travers le procès en 1928 gagné par le sculpteur Brancusi contre les douanes américaines qui souhaitaient lourdement taxer sa sculpture Oiseau en acier comme objet manufacturé et refusaient de la concevoir comme art.

#### Garantie des tiers et financiarisation
Particularité des ventes new-yorkaises, la garantie de prix dite « des tiers » établit, soit qu'un tiers engage un prix minimum, ferme et connu avant la vente, soit qu'avant la vente est signé un contrat secret et non divulgué entre l'auctioneer et un tiers par un ordre irrévocable d'achat, une vente ferme à un prix donné supérieur à l'estimation basse. Ce tiers peut alors participer anonymement à l'enchère au-delà du prix garanti et bénéficier d'éventuelles rétro-commissions. Le prix obtenu ne reflète plus l'adéquation entre l'offre et la demande, mais l'établissement d'un contrat financier sur une valeur donnée. Les frais d'acheteurs sont alors bien différents suivant que l'acheteur est garant ou un autre enchérisseur. Le Conseil des ventes volontaires (France) souligne que « la financiarisation du très haut-de-gamme est de nature à porter atteinte à la transparence des prix ». Par ces engagements marchands, le prix de certaines œuvres d'art contemporain monte de manière mécanique entre 53 233 et 47 millions de dollars, mais cela ne représente en fait que 5 % des enchères d'art contemporain de 2017-2018 dont 95 % ont un résultat moindre à 53 233 dollars.

### En droit allemand
En juillet 2015, le gouvernement allemand propose de « plafonner » le marché de l'art avec une interdiction de sortie du territoire (soumise à condition) pour les œuvres de plus de 50 ans ou valant plus de 150 000 euros. Cette proposition crée le scandale, les peintres Georg Baselitz et Gerhard Richter retirant leurs toiles en dépôt dans les musées allemands,et déclarent vouloir partir. En juillet 2016, la loi sur le patrimoine est adoptée avec des modifications. Elle établit « des seuils pour l’exportation des œuvres d’art vers l’Europe, et conditionne la sortie de biens culturels à l’obtention d’un passeport. Dès lors, un bien archéologique ne peut être vendu que s’il est accompagné d’un certificat d’exportation du pays d’origine », en plus du passeport allemand. Bien qu'il y ait eu une manifestation le 4 juillet 2016 avec plus de 48 000 personnes défendant le droit à la collection privée, la loi est adoptée avec une interdiction de sortie de territoire pour toutes les œuvres de plus de 75 ans et pour toutes celles de plus de 300 000 euros.
La « TVA » sur les œuvres d'art est portée à 19 % et la taxe sociale, payée par les marchands pour financer la sécurité sociale des artistes, est fixée à 5,2 % depuis 2014.

### En droit suisse
La photographie n'est pas considérée comme œuvre d'art pour le droit suisse.

### En droit russe
Une grande partie des transactions actuelles sur le marché russe se fait en liquide. Il existe une grande quantité d'acteurs qui refusent de mettre en place des contrats juridiques. Personne ne semble faire confiance à l'État pour conserver des données personnelles de peur qu'elles soient réutilisées à des fins suspectes. Le catalogage des collections publiques est encore incomplet. Même si l'on note une augmentation du niveau d'expertise de certains acteurs, le marché russe reste vulnérable aux escroqueries.

## Histoire d'un commerce et de ses pratiques

### De la Renaissance aux Temps modernes

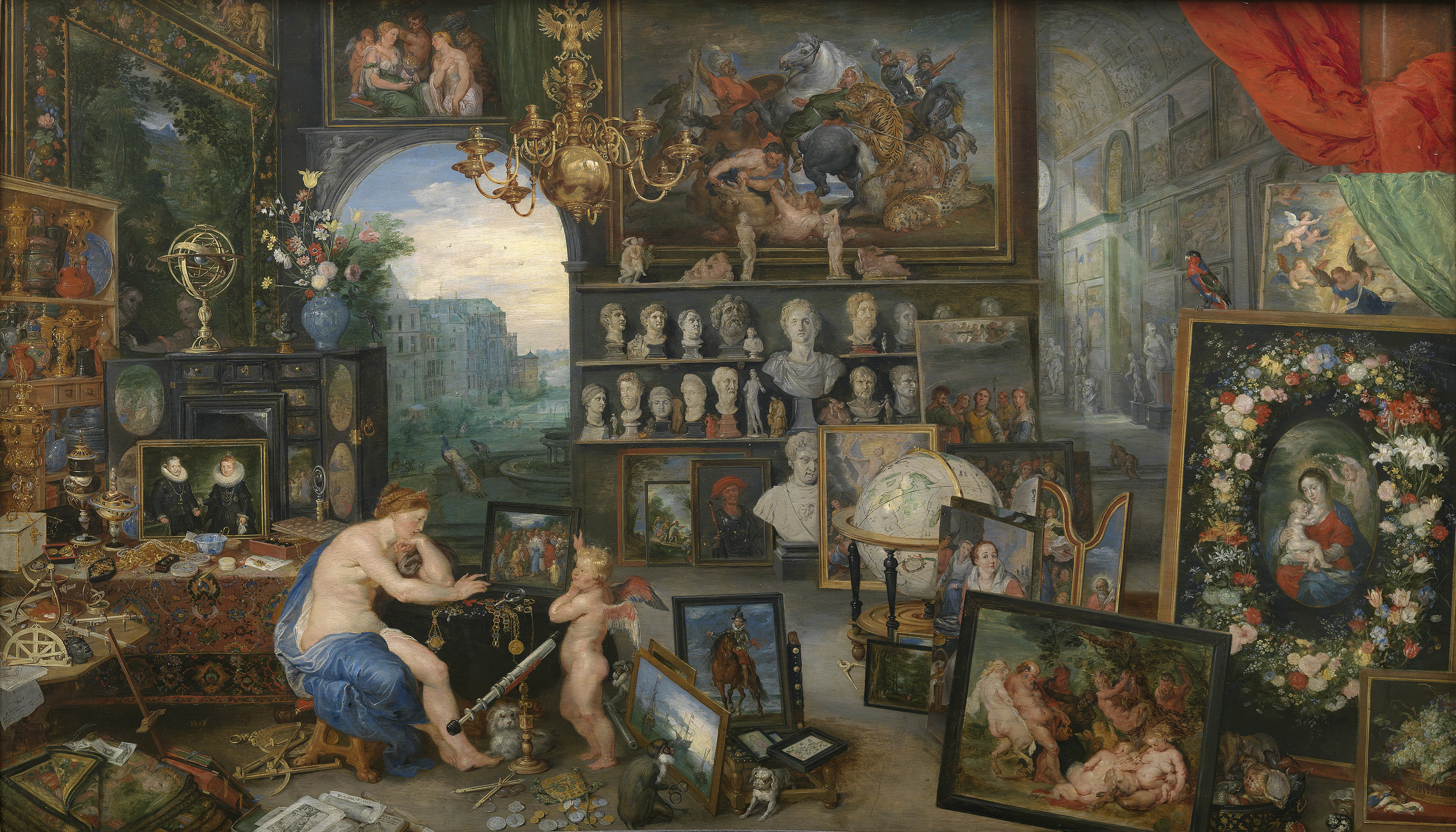
La Vue (1617), une des allégories des cinq sens, par Jan Bruegel l'Ancien et Peter Paul Rubens (musée du Prado).

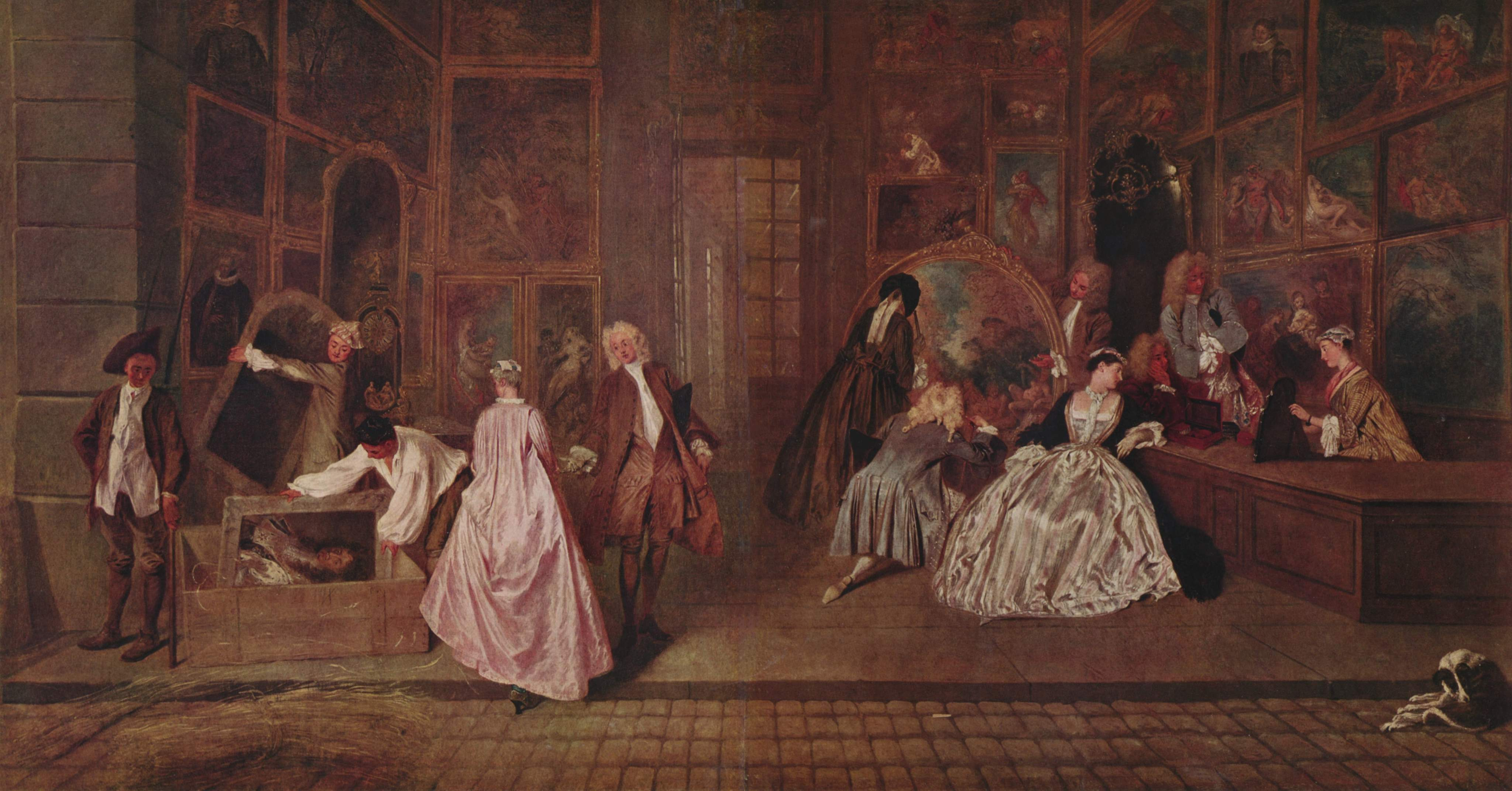
L'Enseigne de Gersaint d'Antoine Watteau de 1720, présente l'intérieur de la boutique du marchand Edme-François Gersaint.

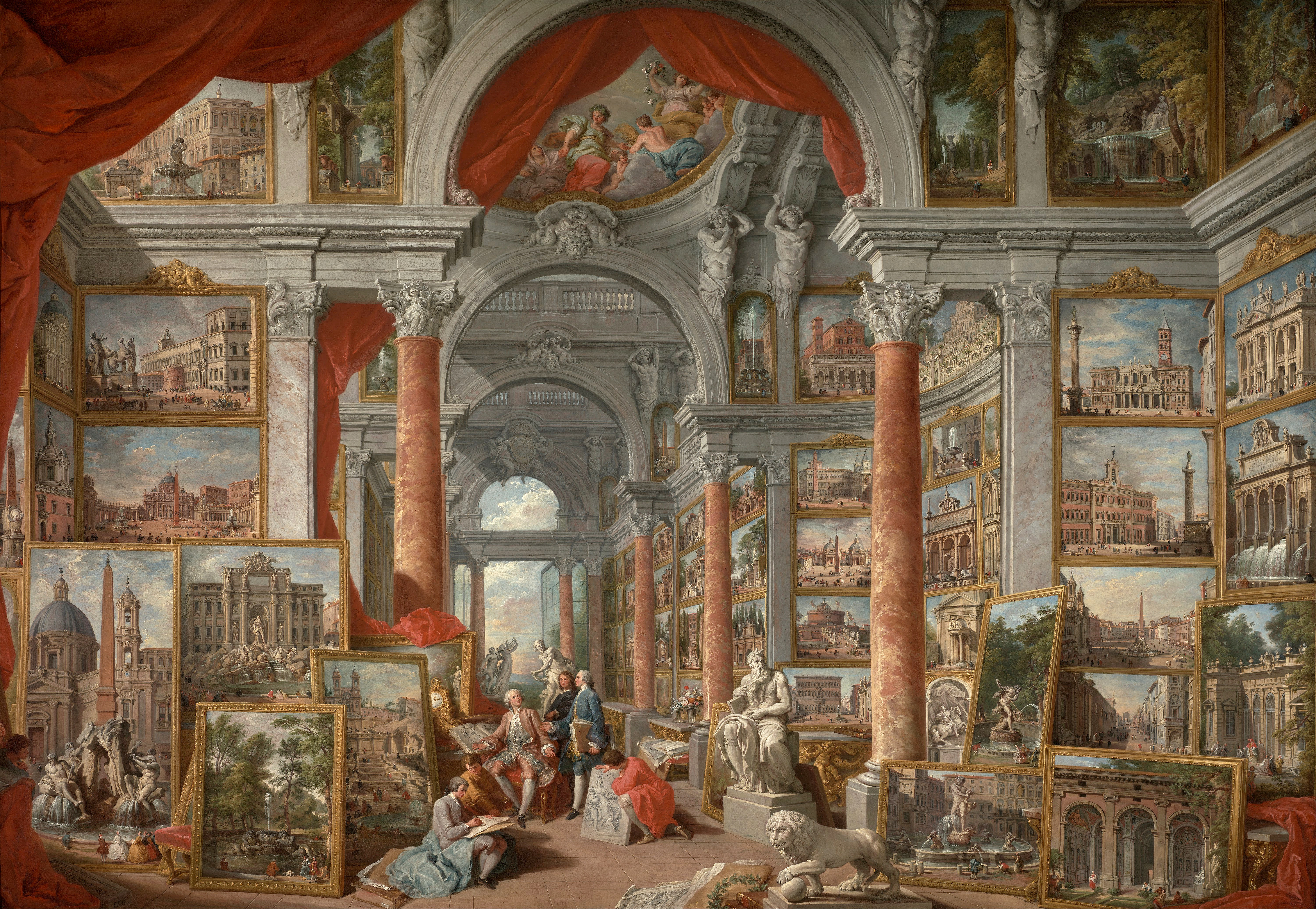
Giovanni Paolo Pannini, une collection de peintures à Rome en 1757, au centre un Moïse d'après Michel-Ange.

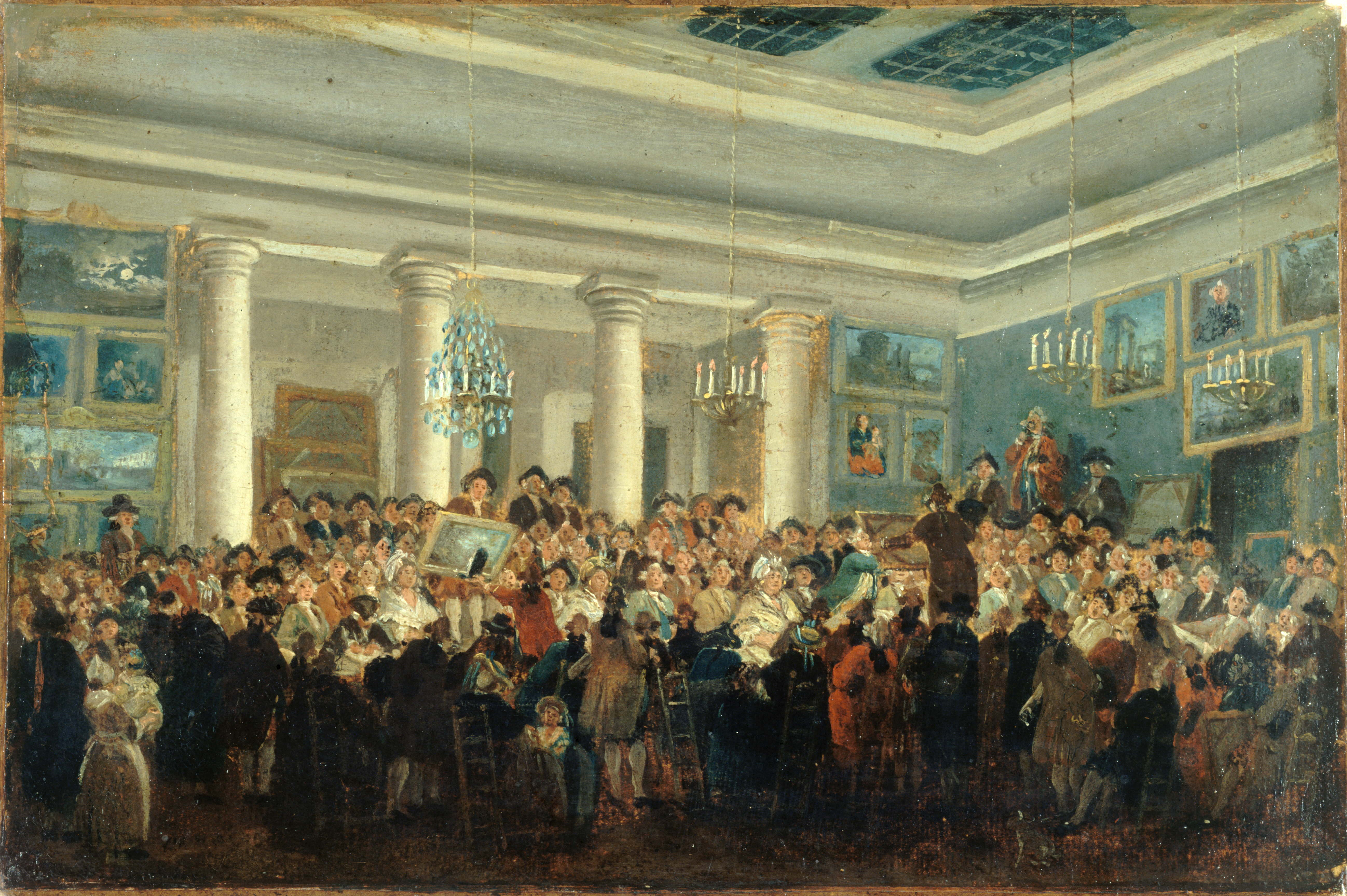
Pierre-Antoine Demachy : Vente publique de tableaux à l'hôtel Bullion (vers 1785), huile sur toile, musée Carnavalet.

Au XVe siècle, l'humanisme, véritable idéal, gagne les élites, puis se diffuse, et les notions de goût, de curiosité, et une meilleure connaissance des périodes historiques passées forgent l'esprit des connaisseurs et amateurs : on assiste par exemple à une chasse aux objets antiques, et c'est l'Italie qui devient le territoire d'un tel trafic ; la demande est telle que des copies se multiplient, revendues comme des originaux. On passe de la notion de « trésor » (celui par exemple de Charles V de France, inventorié) à celle de collection. Cabinet de curiosité, studiolo, espaces privés remplis d'objets, deviennent des vitrines, visités par des privilégiés qui vont témoigner des richesses accumulées ici et là. Durant la deuxième moitié du XVe siècle, tant en Italie qu'en Flandre, un tournant s'opère, quand ce sont les tableaux qui se voient élevés à la dignité d'objets de collection. Le rôle des livres répertoires et des gravures va ensuite devenir fondamental : ils permettent de reproduire et diffuser par la description et l'image ce qui demeure enfermé. Des événements politiques violents, comme le sac de Rome par les armées de Charles Quint en 1527, qui prend place dans le cadre des guerres d'Italie, produit des mouvements d'objets d'art, du sud vers le nord. Par ailleurs, l'or des conquêtes espagnoles produit un afflux de liquidités en Europe, lesquelles permettent entre autres l'acquisition d'objets d'art.
Apparu à la Renaissance, le marché de l'art a longtemps été un marché éclaté entre les villes du Nord de l'Europe, Anvers et Bruges, et les villes du Sud, Florence et Venise, où prédomine cependant un modèle lié à la commande ecclésiastique ou princière. Les grandes collections sont alors le fait des princes ou des évêques à Mantoue, Rome, Paris ou Londres. Entre 1580 et 1680, c'est par exemple entre 4,5 et 5,3 millions d'œuvres d'art qui sont vendus aux Pays-Bas, où émerge une grande bourgeoisie marchande désireuse de collectionner afin d'afficher son pouvoir symbolique : cet élan engendre une forte compétition, une mode, et donc une demande accrue d'objets.
Au XVIIe siècle apparaissent les salles des ventes qui permettent aux marchands de déstocker leurs invendus, et c'est à Londres que les ventes aux enchères sont régulées pour la première fois. Les plus grosses collections privées de cette époque, celles par exemple de Charles Ier d'Angleterre, Mazarin, des Gonzague ou d'Everhard Jabach, éclatent. De telles mouvements laissent des traces sur les transactions de cette époque, modifient le volume de l'offre, attisent la curiosité, suscitent des vocations. Certains collectionneurs, surtout en Flandre, commandent à des peintres de représenter leur « cabinet d'art », une pièce aux murs couverts de toiles et remplie de sculptures, témoignage permettant aujourd'hui aux chercheurs d'évaluer la qualité, le volume, et l'origine de certains tableaux et objets.
Au XVIIIe siècle, naissent des maisons de vente aux enchères toujours actives, comme Dorotheum, fondée à Vienne en 1707, Sotheby's, fondée à Londres en 1744, et Christie's en 1766. Après l'apparition des ventes londoniennes, le marchand Edme-François Gersaint introduit la pratique des ventes aux enchères à Paris. Dans son Salon de 1767, Denis Diderot, loin de déplorer l'écrasant monopole étatique que représente l'Exposition officielle à Paris qui se tient tous les deux ans, loue les vertus d'un tel système au nom du placement que représente un tableau pour les futurs héritiers. Il poursuit son analyse en démontrant que le Salon constitue une garantie pour l'acheteur, l'artiste s'évertuant à produire alors ce qu'il peut de mieux, l'exposition agissant comme d'un filtre. C'est peu avant qu'apparaissent aussi les premières critiques d'art, les querelles entre experts se faisant à coup de brochures. On s'étonne aussi dès cette époque du pourquoi d'un tel prix, de l'évolution des cotes, de l'emballement sur certains tableaux. Se mettent en place les différents acteurs du marché de l'art tels que nous les connaissons aujourd'hui. Diderot, encore, se retrouve avec son ami Melchior Grimm, au centre de l'une des plus grosses transactions du XVIIIe siècle : l'acquisition par Catherine II de Russie de la collection Crozat (1771) pour l'Ermitage.
Christie's inaugure sans doute la première grosse transaction marquant le tournant d'une époque, ébranlée par la crise économique et la Révolution française : en 1798, la maison londonienne s'active autour de ce qui reste des tableaux issus de l'immense collection de la maison d'Orléans.
Entretemps, le commerce de l'art et sa pratique des enchères est interrogée par les philosophes comme Adam Smith, dans son essai, Recherches sur la nature et les causes de la richesse des nations (1776). Il se demande pourquoi une tapisserie vaut-elle moins chère qu'une peinture alors qu'elle a demandé beaucoup plus d'heures de travail ? pourquoi les nobles veulent-ils acquérir tel type de peinture plutôt que tel autre équivalent ? Il conclut que la valeur de l'œuvre d'art n'est pas intrinsèque à l'œuvre, mais une représentation du pouvoir de celui qui l'achète.

### XIXe–XXesiècles
Le XIXe siècle voit apparaître de grandes collections universelles, formées à partir de fonds nationalisés, des musées comme le Louvre à Paris (« Muséum central des arts de la République », 1793), la Alte Pinakothek de Munich ou la National Gallery de Londres (1824). Ces grandes collections achètent le patrimoine européen, auprès des antiquaires ou des marchands intermédiaires, quand ils ne recueillent pas le fruit de saisies politico-économiques, ou de prises de guerre (lesquelles ont pu conduire à des restitutions). Au milieu du XIXe siècle, le système des grandes galeries internationales représentant des artistes en exclusivité apparaît avec des marchands comme Colnaghi, Adolphe Goupil, Charles Sedelmeyer, Roland Knoedler, Thomas Agnew ou Paul Durand-Ruel, lequel défendra les impressionnistes.
Dès la fin du XIXe siècle, Paris est devenue la plaque tournante du commerce triangulaire continental de l'art européen, entre New York et Londres, mais Berlin joue un rôle non négligeable. C'est le marchand Joseph Duveen qui, entre 1906 et 1930, met en place le réseau le plus volumineux entre acheteurs fortunés américains et vendeurs européens. En France, les œuvres sont vendues en galeries, à l'hôtel des ventes de Drouot ou déstockées aux marchés aux puces de St-Ouen. Paris reste incontournable jusque dans les années 1970 quand New York devient la grande place du commerce internationale.
L'histoire de l'art est fondée sur le plan historiographique au milieu du XIXe siècle pour tenter de cataloguer, identifier, ficher l'origine des œuvres acquises ou mises à la vente, en reconstituant la vie des artistes et de leurs œuvres, en créant des écoles comme l'école du Louvre ou des départements spécialisés dans les grandes universités américaines, qui vont alors acheter les archives des marchands ou des artistes.
Avec la diffusion de la richesse après la deuxième révolution industrielle, suivant le protocole bourgeois et pendant la période de la constitution des musées du XVIIIe siècle, le marché s'est progressivement démocratisé dans l'ensemble des pays occidentaux. Cependant il est très divisé en fonction des produits et des styles. Son type de reconnaissance conventionnel (académique) ou non est lié à l'existence des Beaux-arts reconnus comme tels.
L'histoire du marché de l'art est liée aux grandes collections des « grands collectionneurs » d'antiquités et de peintures de la Renaissance. Évoluant au cours des siècles, traversant des âges d'or, en Hollande au XVIIe siècle, Paris au XXe siècle, ou des périodes de diète, la notion de marché de l'art a été et est largement commentée en philosophie qui considère que l'art est d'un acte politique et une représentation politique, en sociologie, en histoire de l'art[réf. incomplète].

### XXIesiècle

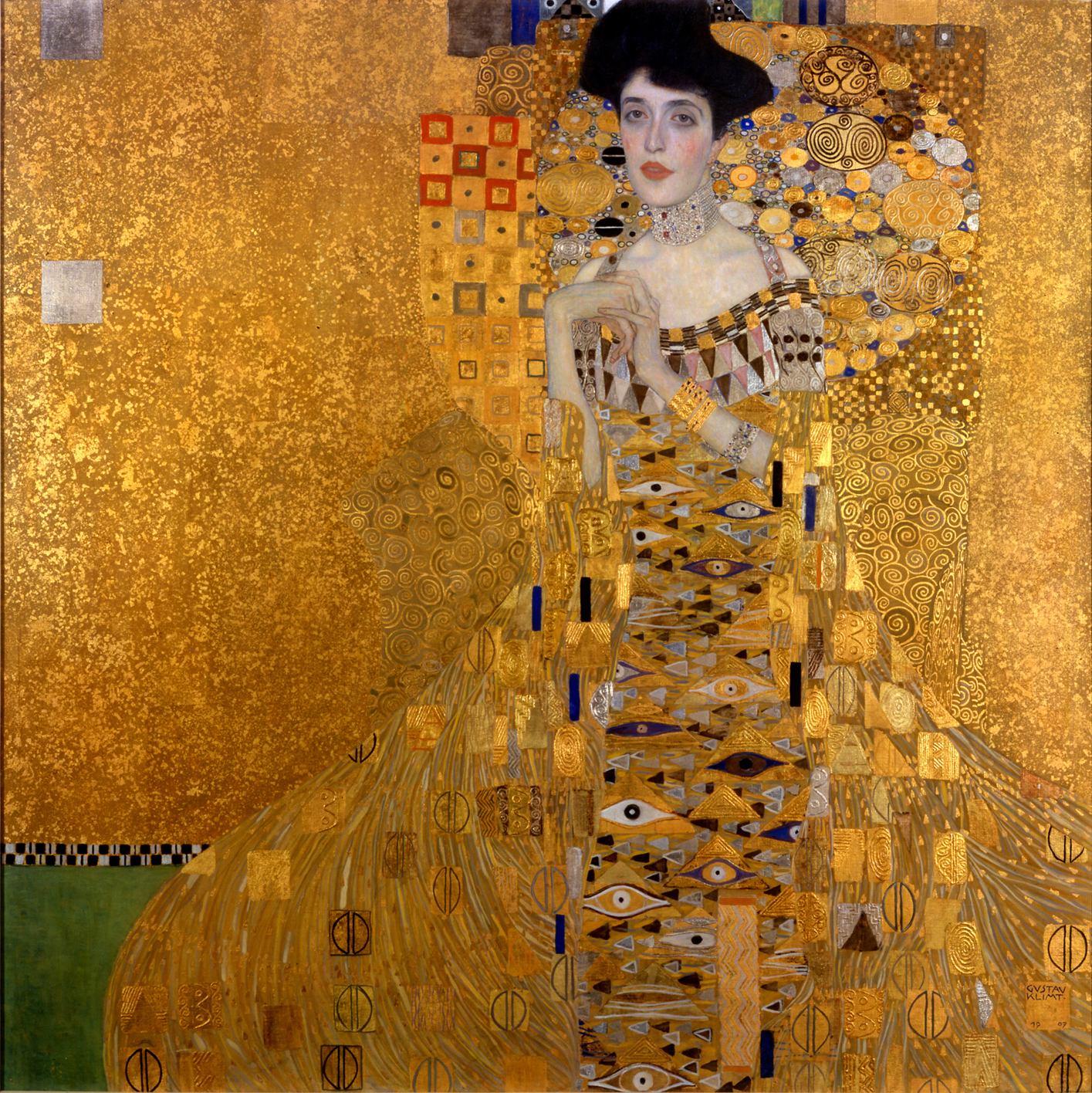
Une toile spoliée puis restituée, le Portrait d'Adele Bloch-Bauer I par Gustav Klimt, vendue 135 millions de dollars en 2006.

Aujourd'hui très médiatisé pour ces records de prix, le marché de l'art international repose sur une centaine d'artistes de renom et de célèbres marchands, tels que Christie's, Gagosian, et Sotheby's, dans de grandes capitales comme Bâle, Londres, New York, et Shangaï. Le marché est donc fortement oligopolistique, c'est-à-dire concentré entre très peu d'acteurs-vendeurs. L'objet vedette est la peinture, mais d'autres domaines ont le vent en poupe comme l'horlogerie ancienne, les bijoux, etc.
Depuis 2000, les prix du marché de l'art (et de la peinture en particulier) n'ont cessé de monter. Une conjonction de facteurs l'explique : l'augmentation du nombre de milliardaires (rien qu'en 2014, il y en a 2 325, en hausse de 7 % sur l'année) ; le rétrécissement de l'offre (les œuvres acquises par les musées disparaissent du marché, généralement de façon définitive) alors que la demande explose avec l'industrie muséale qui est devenue un véritable secteur économique (multiplication du nombre de musées et de centres d'art, publics ou privés dans le monde) ; la garantie des ventes par les maisons d'enchères (quitte à payer de leur poche la différence) ; le rôle de valeur refuge de l'art dans un monde financier incertain.
Cependant, si l'on analyse par domaine, rien que sur la peinture, l'évolution des prix pour chaque période, entre 1998 et 2015, révèle des tendances non uniformes : maîtres anciens, stables mais offre rare ; XIXe siècle, en baisse ; art moderne, en baisse ; après-guerre, tendance baissière ; art contemporain, tendance à la hausse. D'une manière générale, l'artiste moderne le plus coté actuellement sur ce segment du marché est Pablo Picasso, comme le montrent les statistiques ci-dessous.

#### Le marché de l'art moderne et contemporain avant la crise de 2007-2008
À l'échelle mondiale, comme durant les décennies précédentes, le marché de l'art reste toujours concentré sur quelques pays. Les États-Unis représentaient ainsi en 2000, 49,8 % du marché, contre 28,75 % pour le Royaume-Uni et 5,6 % pour la France. C'est au total un marché que la Commission européenne évalue à 8 milliards d'euros tandis que le sénateur français Yann Gaillard l'évalue lui à 2,29 milliards d'euros pour les seuls peintures et dessins.
Selon les chiffres d'Artprice de 2004, les États-Unis représentent des flux de 46,3 % du marché total, le Royaume-Uni 26,9 %, la France 7,2 %, l'Italie 3,7 %, l'Allemagne 2,9 % et Hong Kong 1,9 %. Cette même année 2004, les records de vente aux enchères ont été atteints par Pablo Picasso avec le Garçon à la pipe, vendu le 5 mai pour 93 millions de dollars, Paul Gauguin pour Maternité (II) vendu le 4 novembre pour 35 millions de dollars et Amedeo Modigliani pour Jeanne Hébuterne devant une porte vendu le 4 novembre pour 28 millions de dollars.
En 2006, le volume des ventes cumulées d'œuvres par artiste montrait une nette domination des modernes et des contemporains dont Pablo Picasso (399 millions de $), suivi par Andy Warhol (199 M$), Gustav Klimt (175 M$) et Willem de Kooning (107 M$), quatre artistes qui dépassent la barre des 100 millions, suivis par Amedeo Modigliani (91 M$), Marc Chagall (89 M$), Egon Schiele (79 M$), Paul Gauguin (62 M$), Henri Matisse (60 M$) et Roy Lichtenstein (60 M$).
Fin 2007, le marché de l'art connaît quelques turbulences, qu'Artprice relie à la crise des subprimes, mais la tendance haussière observée depuis plusieurs années sur le marché de l'art contemporain se confirme. Cette année-là, la peinture la plus chère du monde serait N°5, 1948 de Jackson Pollock, vendue 140 M$, battant le précédent record de 135 M$ pour Portrait d'Adele Bloch-Bauer I de Gustav Klimt.

#### Depuis 2010

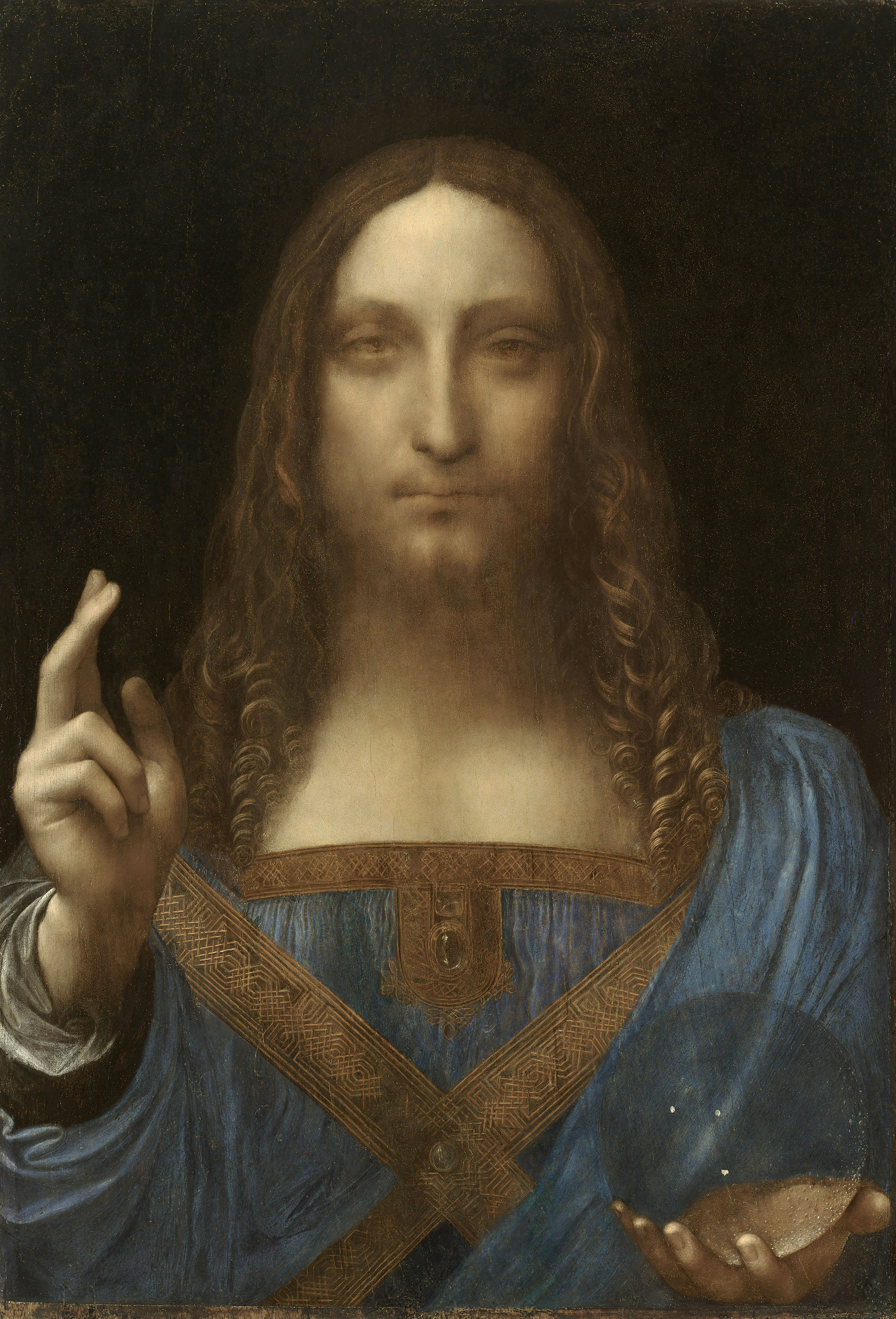
Attribué à Léonard de Vinci, Salvator Mundi (vers 1500), huile sur noyer,.

Depuis 2004, le marché est toujours dominé par un produit phare, la peinture, et un nouvel acteur, la Chine, fait son entrée sur le marché mondial, devenant leader et transformant considérablement la donne. En 2010, selon Artprice, la Chine (avec Hong-Kong) représente 33 % du marché des ventes aux enchères, les États-Unis 30 %, le Royaume-Uni 19 % et la France 5 %. Cette année-là, l'artiste ayant réalisé le chiffre d'affaires le plus important en vente publique est Qi Baishi, devant Zhang Daqian, Xu Beihong et Fu Baoshi. Dans le classement des dix artistes contemporains ayant eu les volumes d'enchères les plus importants, six sont des artistes chinois, à savoir Zeng Fanzhi, Chen Yifei, Wang Yidong, Zhang Xiaogang, Liu Xiaodong et Liu Ye contre trois américains, Jean-Michel Basquiat, Jeff Koons, et Richard Prince. Toujours en 2010, les artistes ayant atteint les dix enchères les plus importantes pour une seule œuvre sont Pablo Picasso (95 M$), Alberto Giacometti (92,5 M$), Amedeo Modigliani (61,5 M$), Andy Warhol (56,5 M$), Wen Zong (44,8 M$), Henri Matisse (43,5 M$), J. M. W. Turner (40,2 M$), Gustav Klimt (38,2 M$), Roy Lichtenstein (38 M$) et Lawrence Alma-Tadema (32 M$).
En 2014, les artistes pour lesquels le volume de transactions cumulées est le plus important sont, en millions de dollars : Pablo Picasso (345,8 M$), Andy Warhol (299,2 M$), Francis Bacon (236,5 M$), Claude Monet (176,6 M$), Qi Bashi (168,9 M$), Gerhard Richter (159,2 M$), Mark Rothko (146,4 M$), Jean-Michel Basquiat (131,9 M$), Alberto Giacometti (116,7 M$) et Zhang Daqian (118,5 M$). Ces résultats montrent que Picasso et Warhol dominent alors toujours la tête du classement depuis 2006.
En 2015, pour une seule toile de Picasso, le précédent record est battu avec, en vente publique, 179 M$ (avec les frais) pour Les Femmes d'Alger, version « O » (vente Christies, New York, mai 2015). Pour les ventes de gré à gré, on atteint 300 M$ pour Nafea Faa Ipoipo ? de Paul Gauguin (acquis par les musées du Qatar, février 2015).
Le 15 novembre 2017, est vendue la toile à ce jour la plus chère du monde, Salvator Mundi attribué à Leonardo da Vinci, pour 450,3 millions de dollars (vente Christie's New York).
Le secteur est fortement éprouvé par la crise sanitaire du coronavirus en 2020,.

### Le marché de l'art en ligne
Depuis la fin des années 2000 et le début des années 2010, le marché de l'art en ligne a connu une forte croissance. En 2013, il représentait 1,37 milliard de dollars, en 2014, 2,64 milliards de dollars ; il a été estimé qu'il atteindrait 6,3 milliards en 2019.
Deux formes de ventes existent : les ventes totalement dématérialisées, étalées sur plusieurs jours avec enchérissement asynchrone, sans connexion avec une salle de vente, et les ventes en temps réel connectées à une opération en cours dans une salle de vente. Les premières ne permettent pas de voir et d'appréhender physiquement l'objet, seules des images sont accessibles à l'acheteur.
Il existe plusieurs types d'initiatives, dont :
- des places de marché qui syndiquent des marchands, où les vendeurs sont des galeries d'art ou des maisons de vente ;
- des galeries vendant directement en ligne ;
- des sites de vente aux enchères rattachés à des grosses maisons, par exemple Christie's Live ou encore Drouot Live ;
- des sites d'expertise en ligne ;
- des sites de vente de gré à gré ;
- des sites dédiés à des artistes vivant et vendant directement en ligne.

L'Observatoire du Web social dans l'art contemporain a publié en 2016 une étude intitulée « Le Marché de l'art et Web social en 2016 » faisant état du retard de la France dans l'art contemporain sur les réseaux sociaux. Notons cependant que le site Artprice, lancé en 1997, est développé par un acteur français du marché.
Les ventes France pour le secteur « art et objets de collection » ont progressé de 14 à 20 millions d'euros entre 2015 et 2017, dans un marché structurellement dominé par le vin millésimé.
En 2019, la maison de vente Christie's a décidé de publier les résultats de ses enchères en ligne, le manque de transparence des ventes en ligne étant considéré comme un obstacle au développement du secteur.
Les ventes de Christie's, Sotheby's et Phillips ont progressé de 436 % sur le premier semestre 2020 par rapport à la même période en 2019.
Depuis la création des réseaux sociaux et leur multiplication au fil des années, un marché de l’art parallèle s'est progressivement créée. De plus en plus d’artistes[Combien ?] vendraient désormais directement depuis leurs pages Twitter, Facebook ou Instagram,. Ce dernier étant le plus sollicité par les amateurs d’art.

### Scandales récents liés au marché de l'art

#### Des faux
L'histoire des faux en art est aussi ancienne que l'art lui-même,,,. En 2012, le FBI dévoile une affaire de faux tableaux de peintres américains modernes, impliquant l'une des plus prestigieuses galerie d'art, Knoedler (New York). Le montant de l'escroquerie se monte à 80 millions de dollars et conduit la galerie à fermer ses portes,.
En septembre 2016, éclate l'affaire du « faux tableau de Cranach » durant la Biennale des antiquaires de Paris.
La même année, toujours en France, éclate les affaires dites « aux faux meubles XVIIIe siècle de Marie-Antoinette » et « des designers ». La première implique différents experts, maisons de ventes aux enchères, galeries, antiquaires et conservateurs de musées. Plusieurs faux meubles fabriqués avec la complicité de l'expert Bill Pallot ont été vendus au château de Versailles comme des originaux, les conservateurs n'ayant pas reconnu la contrefaçon. En mai 2018, le journaliste Vincent Noce révèle, dans Le Quotidien de l’art, la mise en examen depuis le 11 janvier 2018 d’« une demi-douzaine de professionnels de l’ébénisterie et du marché de l’art » dont des antiquaires et experts déjà impliqués dans l'affaire des « faux-meubles de Marie-Antoinette ». Ce rebondissement vise une vingtaine de faux meubles Boulle parmi lesquels figurent les deux cabinets vendus autour de 30 millions d’euros à AXA pour le Grand salon de l’Hôtel de La Vaupalière,.
Ces différents scandales s'accompagnent de rumeurs régulières, minant le marché, et portant sur des faux meubles de designers modernes des années 1930 et 1950, fabriqués depuis 2000,,.
Il est important de noter que les techniques d'analyse (ici la dendrochronologie) de fabrication et de datation des bois utilisés en ébénisterie ayant fait des progrès, de nombreux meubles sont déclassés. En Suisse, un laboratoire scientifique affirme même, et ce depuis 2014, que 70 à 90 % des œuvres qu'il doit analyser sont des faux et que la moitié du marché de l'art concerne des faux.
En novembre 2018, la presse spécialisée révèle que 80 % de l'art aborigène produit actuellement et destiné au marché de l'art ne présente aucune garantie d'authenticité.
En décembre 2018, le journal espagnol El Pais démontre que 99 % des pièces d'antiquités d'art pré-hispanique ou pré-colombien vendues en Espagne, sont des faux fabriqués depuis le milieu du XIXe siècle et ce sans interruption jusqu'à aujourd'hui.

#### Système de Ponzi
Certains placements financiers en œuvres d'art, photographies ou en manuscrits promettant des rendements mirobolants dissimulent en fait des systèmes de Ponzi : l'affaire Aristophil (2015), puis celles d'Artecosa/Signatures (2018), qui est une émanation de la première, en témoignent, ont lésé plus de 35 000 personnes. En 2014, la société Marble Art Invest était dénoncée par les autorités de surveillance des marchés : elle proposait des placements financiers avec des rendements à 16 % l'an sur des œuvres d'art qui s'avéraient être des faux tableaux fabriqués en Roumanie, lésant 350 personnes.

#### Panama papers
En avril 2016, les révélations de la presse dite « The Panama Papers » démontrent l'utilisation de sociétés opaques et offshore au Panama par différents acteurs du monde de l'art (collectionneurs, héritiers, galeries et maison de ventes),.
Ces révélations sur des transactions frauduleuses concernent entre autres, la spoliation et le recel d'œuvres volés ainsi que différents records.

#### Affaires des «cols rouges» de Drouot
Le 6 septembre 2016, l'Union des commissionnaires de l'Hôtel des ventes (UCHV) de l'hôtel Drouot à Paris est jugée et condamnée pour vol et recel en bande organisée. Les « cols rouges », suivant le surnom donné aux manutentionnaires travaillant dans la salle de ventes, avaient pris l'habitude de mettre de côté des objets et des lots qu'ils vendaient dans leur propre intérêt avec la complicité de certains commissaires-priseurs. L'UCHV est dissoute.

## Formations aux métiers du marché de l'art

### En France
Il n'existe aucun baccalauréat spécifique au secteur du marché de l'art. Pour la profession de commissaire-priseur, il faut être détenteur d’un double diplôme, l’un en droit et l’autre en histoire de l’art, avec selon les affinités, des spécialités en arts appliqués, en archéologie ou en arts plastiques. Aucun diplôme n‘est exigé pour exercer la profession d’antiquaire. Il existe toutefois de nombreux bachelors et masters spécialisés en commerce de l'art et des écoles comme l'Institut d'études supérieures des arts, pionnier mondial ouvert en 1985, ou l’École du Louvre, lesquelles dispensent par exemple des cours en histoire de l'art par périodes et disciplines, mais aussi des cours de management adaptés[réf. nécessaire]. En ce qui concerne la qualité d'expert en art, il existe des regroupements de professionnels qui délivrent des certificats attestant du professionnalisme et qui repose sur un degré d'expériences acquises, ainsi que sur des capacités à s'entourer de scientifiques, permettant de devenir « expert agréé » : en Europe, le titre d'expert n'a pas encore de cadre juridique précis. Les métiers relevant de fonds d'investissement nécessitent, eux, de fortes compétences en finance.
En ce qui concerne les métiers liés aux institutions muséales, les concours de recrutement des conservateurs du patrimoine sont organisés par l’Institut national du patrimoine pour le compte de l’État, de la Ville de Paris et des collectivités territoriales.

### Hors-France
Aux États-Unis, il n'existe à ce jour aucun MBA spécifique formant au marché de l'art. Chaque année, l'ensemble du tissu éducatif est noté et évalué en fonction des besoins du marché et des spécialités proposées, l'étudiant ou le professionnel peuvent alors s'orienter en fonction des potentiels affichés par chaque institution. Totalement privé et détaché du cursus universitaire, le Sotheby's Institute of Art, organisme fondé en 1969 par Sotheby's, possède trois antennes, New York, Los Angeles et Londres, et y propose des formations spécialisées d'un semestre. Depuis 1932, l'Institut Courtauld à Londres, entièrement privé, forme de nouvelles générations de conservateurs, galeristes, critiques et médiateurs.